# 馬志修
馬志修，美國已故外交官，於駐汶萊大使任內離世。馬氏生前曾為美國國務院東亞暨太平洋事務局澳洲、紐西蘭暨太平洋島國事務副助理國務卿，並歷經多項與亞洲相關之駐外勤務，包括美國駐華大使館、美國駐馬來西亞大使館、美國駐香港總領事館及美國在台協會等。

## 經歷
馬志修於俄勒岡州波特蘭成長，自俄勒岡大學獲得中國文學文學士學位，並修畢約翰·霍普金斯大學保羅·H·尼采高級國際研究學院的國際關係文學碩士學位，亦曾透過跨校計畫赴台灣天主教輔仁大學就讀，通曉中文。
馬志修自1986年起加入外交界服務，1987年到駐香港總領事館從事第一次駐外勤務，並擔任領事官。1987年至1989年調任為駐華大使館經濟官，1989年至1992年間改任美國在台協會台北辦事處科技官，1993年到1995年間調回國務院處理巴西－美國關係，繼而於1995年－1997年間在駐巴基斯坦大使館從事經濟政策分析業務。
1998年至2001年間，馬志修二度派赴台灣，以美國在台協會經濟組副組長的身分聚焦於美國金融企業在台市場開拓業務。2001年至2004年擔任駐華大使館經濟處國內事務主任期間，其所領導的工作小組廣泛涉獵中國總體經濟及金融改革議題。2004年至2007年間，他改調駐澳洲大使館，此間他作為經濟參贊，負責澳美自由貿易協定的落實工作，2007年到2010年改任駐馬來西亞大使館參贊，任內專注於馬來西亞參與跨太平洋戰略經濟夥伴關係協定（TPP；現跨太平洋夥伴全面進步協定）入會談判過程中相關的貿易通商議題。
2010年9月，馬志修出任美國駐香港及澳門總領事館副總領事，任內曾暫代總領事職務。2013年離港後，加入美軍太平洋司令部（現印太司令部）擔任司令薩繆爾·洛克利爾海軍上將的外交政策顧問，2015年6月至2019年3月間回鍋國務院，擔任亞太局澳紐太事務副助卿兼亞太經濟合作會議（APEC）大使。
2018年時，馬志修經美國總統唐納·川普任命為美國駐汶萊大使，2019年上任。2020年5月20日，他在返美期間於維吉尼亞州維也納辭世，享壽66歲，遺下夫人、兩位孩子及一位孫女。美國國務卿邁克·蓬佩奧對其死訊發表聲明悼念。